# 法寿院
法寿院（ほうじゅいん）は、愛媛県東温市西岡にある寺院。宗派は真言宗豊山派、本尊は延命地蔵菩薩で、新四国曼荼羅霊場第45番札所。
御詠歌：高き峰に 向へば朝日 目にさして 命養ひ 延ばす御仏

## 概要・歴史
開創は不詳。大正4年（1915年）の火災により、現在地の裏山にあった元の寺地より移転した。元地には享徳9年（1460年）の光明院塚がある。その堂宇は一切灰塵に帰したが、本尊と弘法大師直筆といわれる五大明王図は難を免れ、現在に至ったという。

## 境内
- 本堂：延命地蔵菩薩坐像が拝観できる。
- 乳地蔵尊堂：小堂に石像が祀られていて、安産、子授け、子育てに霊験がある。

## 交通案内
鉄道
- 伊予鉄道横河原線 愛大医学部南口駅よりタクシーで約5分。

## 前後の札所
新四国曼荼羅霊場
44番 長楽寺-- 45番 法寿院 -- 46番 香積寺